# 岩山公園 (盛岡市)
岩山公園（いわやまこうえん）は、岩手県盛岡市にある都市公園（風致公園）である。市街地東側、標高340メートルの山上にあり、盛岡市街や岩手山、北上川などを見晴らせる。面積は26.6ヘクタール。

## 所在地
- 盛岡市大字新庄字岩山50番地6号

## アクセス
盛岡駅から車で約20分で、駐車場は24時間開放されている。公共交通機関はない（盛岡駅前からの岩手県交通バス「岩山定期観光線」は運休中）。

## 敷地内及び周辺施設
- 公園の詳細は、下記外部リンクを参照。
  - 展望台
  - 詩歌の散歩道
  - 啄木望郷の丘
  - 岩山散策路
  - トイレ（4か所、その内身障者用トイレは1ヶ所）
  - 公衆電話（1か所）
  - 岩山展望カフェ「喫茶GEN・KI」[2]
  - 岩山南公園
  - 盛岡市動物公園
  - 岩山パークランド
  - 盛岡競馬場

なお、岩山パークランドに隣接するゴルフ場では1967年（昭和42年）から冬季に「岩山パークスキー場」が開設されたが、2022年（令和4年）1月30日で営業を廃止することになった。

## 放送送信施設
- 当公園には、コミュニティ放送であるラヂオもりおかの送信所が置かれている。

| 放送局名       | コールサイン | 周波数  | 空中線電力 | ERP | 放送対象地域         | 放送区域内世帯数 | 開局日        | 置局住所                    |
| -------------- | ------------ | ------- | ---------- | --- | -------------------- | ---------------- | ------------- | --------------------------- |
| ラヂオもりおか | JOZZ2AI-FM   | 76.9MHz | 20W        | 49W | 盛岡市及び郊外居住区 | 8万458世帯       | 1998年1月18日 | 盛岡市大字新庄字岩山50番6号 |